# Burg Yodo
Die Burg Yodo (japanisch 淀城, Yodo-jō) befindet sich in Yodo-honmachi im südlichen Stadtbezirk Fushimi der Stadt Kyōto. In der Edo-Zeit residierte dort zuletzt ein Zweig der Inaba als größere Fudai-Daimyō.

## Burgherren in der Edo-Zeit
- Ab 1625 ein Zweig der Hisamatsu-Matsudaira mit einem Einkommen von 35.000 Koku,
- ab 1633 ein Zweig der Nagai mit 100.000 Koku,
- ab 1669 ein Zweig der Ishikawa mit 60.000 Koku,
- ab 1711 ein Zweig der Toda mit 60.000 Koku,
- ab 1717 ein Zweig der Ōgyū-Matsudaira mit 60.000 Koku,
- ab 1625 ein Zweig der Inaba mit 102.000 Koku.

## Geschichte
Im Jahr 1613 befahl der zweite Tokugawa-Shōgun Hidetada zu der Zeit, als er die Burg Fushimi abreißen ließ, am Yodo-Fluss eine Burg zu bauen. Das war ungefähr dort, wo Fürstin Yodo (淀殿, Yodo-dono; 1569–1615), die Frau Toyotomi Hideyoshis, einst eine Burg an einem Zweig des Yodo-Flusses als Wohnsitz hatte. 
Man benutzte für den Bau Materialien der Burg Fushimi, hatte sogar vor, den Burgturm von dort zu verwenden. Schließlich begnügte man sich aber damit, an den vier Ecken der bereits errichteten steinernen Basis Wachtürme zu errichten, die damit – ähnlich wie bei der Burg Himeji – ein Burgturm-Ensemble ergaben.
Als erster zog Matsudaira (Hisamatsu) Sadatsuna (松平 定綱; 1592–1652) ein. Dann folgten weitere Daimyō, bis zuletzt ein Zweig der Inaba die Burg übernahm. Die Inaba blieben dann Burgherren bis zur Meiji-Restauration 1868.

## Die Anlage

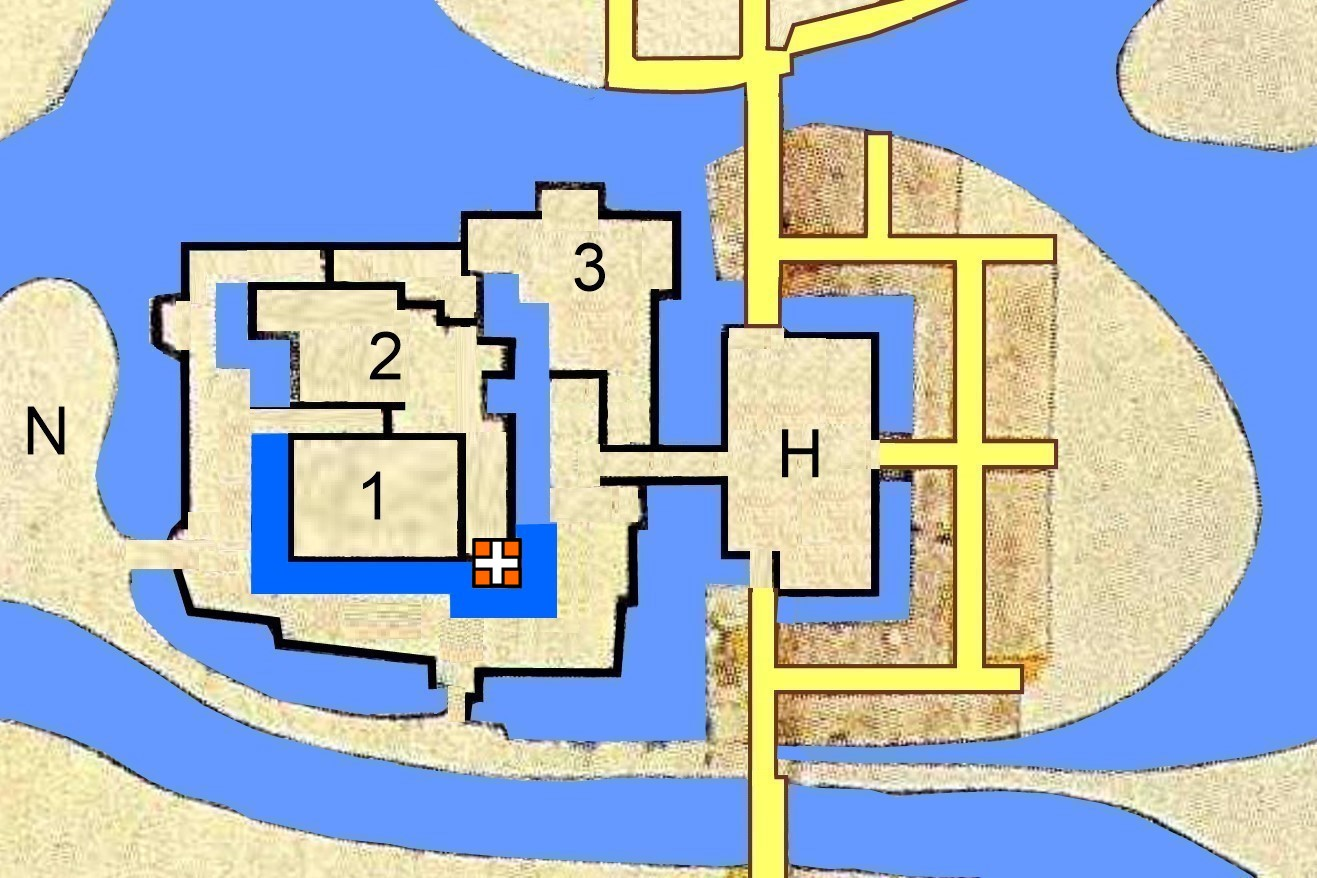
Burg Yodo (Siehe Text)

Die Burg wurde auf einer flachen Insel angelegt. Umflossen vom Uji-gawa (宇治川) und Katsuragawa (桂川) kann man von einer „auf dem Wasser treibenden Burg“ (浮城, ukijiro) sprechen.
Die Burg bestand wie üblich aus einem zentralen Bereich, dem Hommaru (本丸; 1) mit dem Burgturm-(天守, tenshu)-Ensemble (in der Zeichnung orange markiert), dem sich im Norden der zweite Bereich, das Ni-no-maru (二の丸; 2), anschloss. Im Westen war der West-Vorbereich (西曲輪, Nishi-kuruwa; N) vorgebaut, im Osten schloss sich der dritte Bereich, das San-no-maru  (三の丸; 3), und der Ost-Vorbereich (東曲輪, Higashi-kuruwa; H) an.
Als in der Schlacht von Toba-Fushimi im Jahr 1868 die Shogunats-Truppen sich nach Süden zurückzogen um in der Burg Schutz zu suchen, lehnten das die Burgherren, die Inaba, obwohl Fudai-Daimyō, ab. Die Burg entkam so einer Kriegszerstörung.
Nach der Meiji-Restauration wurde die Burg abgetragen. Erhalten ist aber unter anderem die mächtige Basis des Burgturms. Die Gräben wurden bis auf einen Teil im Westen und Süden des Hommaru (in der Zeichnung dunkelblau) zugeschüttet, ebenso die Wasserläufe.
Auf dem Burggelände befindet sich der Shikinai Yodo-Schrein (式内與杼神社, -jinja). Ursprünglich ein buddhistischer Tempel, wurde er nach 1868 im Rahmen der Trennung von Buddhismus und Shintoismus (Shinbutsu-Bunri) in einen Schrein umgewandelt.